# Lycosa paranensis
Lycosa paranensis är en spindelart som beskrevs av Holmberg 1876. Lycosa paranensis ingår i släktet Lycosa och familjen vargspindlar. Inga underarter finns listade i Catalogue of Life.